# 恵農区
恵農区（けいのう-く）は中華人民共和国寧夏回族自治区石嘴山市に位置する市轄区。

## 行政区画
- 街道:育才路街道、南街街道、中街街道、北街街道、河浜街道、火車站街道
- 鎮:紅果子鎮、尾閘鎮、園芸鎮
- 郷:廟台郷、礼和郷、燕子墩郷